# Tadeusz Zaremba

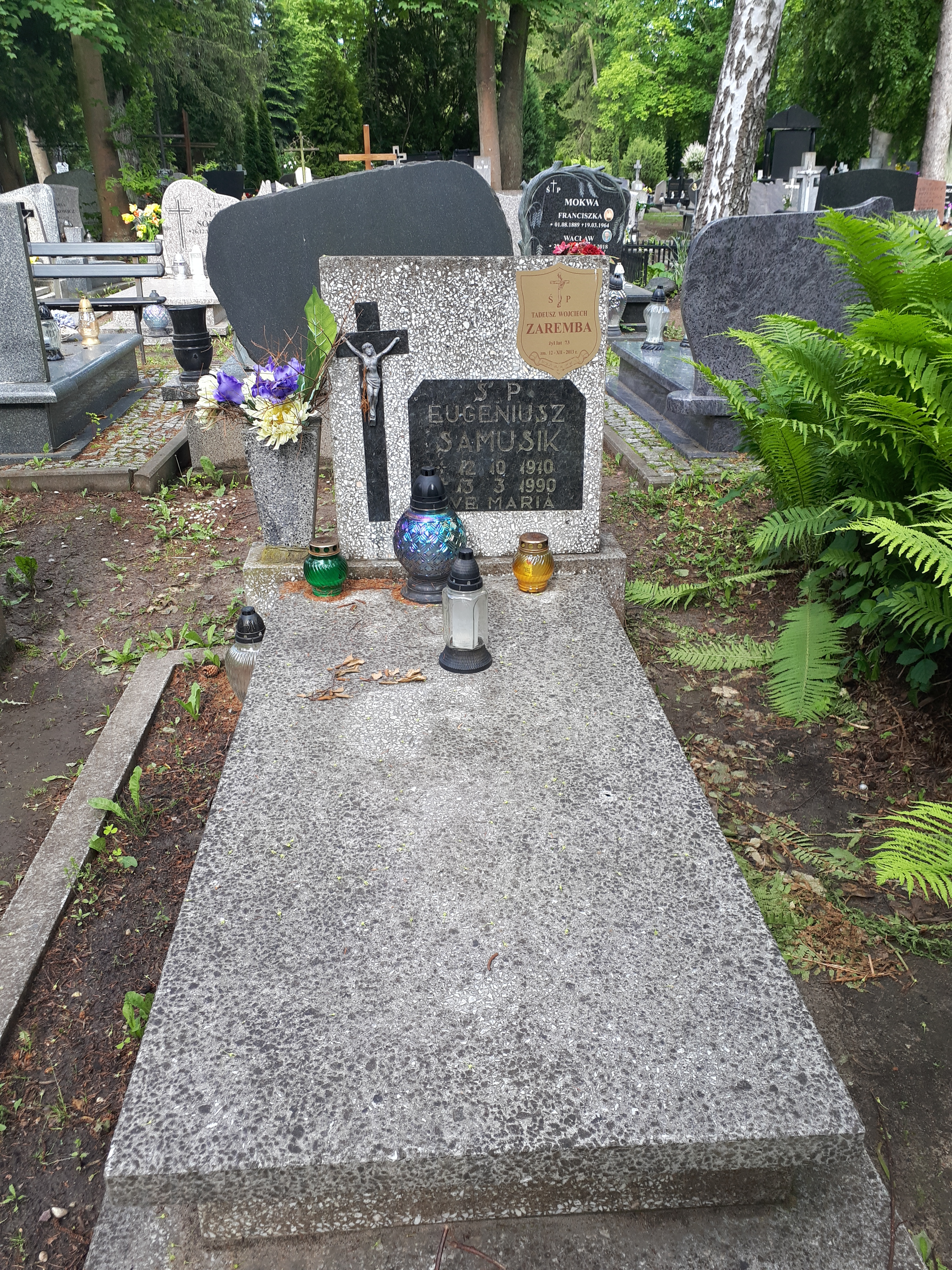
Grób Tadeusza Zaremby

Tadeusz Wojciech Zaremba (ur. 14 maja 1940 w Pruszkowie, zm. 12 grudnia 2013 w Płocku) – artysta malarz, konserwator zabytków, muzealnik.

## Życiorys
Syn Romana Jeremiasza Zaremby i Janiny z d. Kadzikiewicz.
Dzieciństwo spędził w Pruszkowie. Od 1945 mieszkał w Toruniu, gdzie w 1958 ukończył LO im. Tadeusza Kościuszki. W latach 1959–1965 studiował na Wydziale Sztuk Pięknych UMK w Toruniu (specjalizacja – technologia i techniki sztuk plastycznych). 30 czerwca 1965 w Katedrze Zabytkoznawstwa i Konserwatorstwa u profesorów Leonarda Torwirta i Wiesława Domasłowskiego przedstawił pracę magisterską „Badania nad metodami impregnacji drewna niepolichromowanego roztworami żywic epoksydowych”, którą oceniono jako bardzo dobrą. Po złożeniu egzaminu magisterskiego z wynikiem bardzo dobrym uzyskał w dniu 2 lipca 1965 dyplom (nr 378) ukończenia studiów wyższych.
Współzałożyciel i pierwszy kierownik Klubu Związków Twórczych „Azyl” w Toruniu. W latach 1965–1966 konserwator w PPKZ w Gdańsku – oddział w Toruniu. W latach 1966–1968 prowadził prywatną praktykę konserwatorską. W 1968 przeprowadził się do Płocka i 1 lutego 1968 podjął pracę w Muzeum Mazowieckim jako asystent konserwatorski. W 1969 stypendysta Instituto Centrale Restauro di Roma (Włochy).
Swoją wiedzę i umiejętności wykorzystywał również w działaniach związanych z szeroko pojętym wystawiennictwem. W latach 1969–1973 na terenie Płocka według jego projektów zrealizowano aranżacje wnętrz: Klubu Międzynarodowej Prasy i Książki „Ruch”, kawiarni „Nowoczesna”, restauracji „Piastowska”, kawiarni hotelu „Petropol”, krytej pływalni przy ul. Kobylińskiego 28, sklepu „Pewex” na ul. Jachowicza, sklepu elektrycznego na ul. Kolegialnej 9.

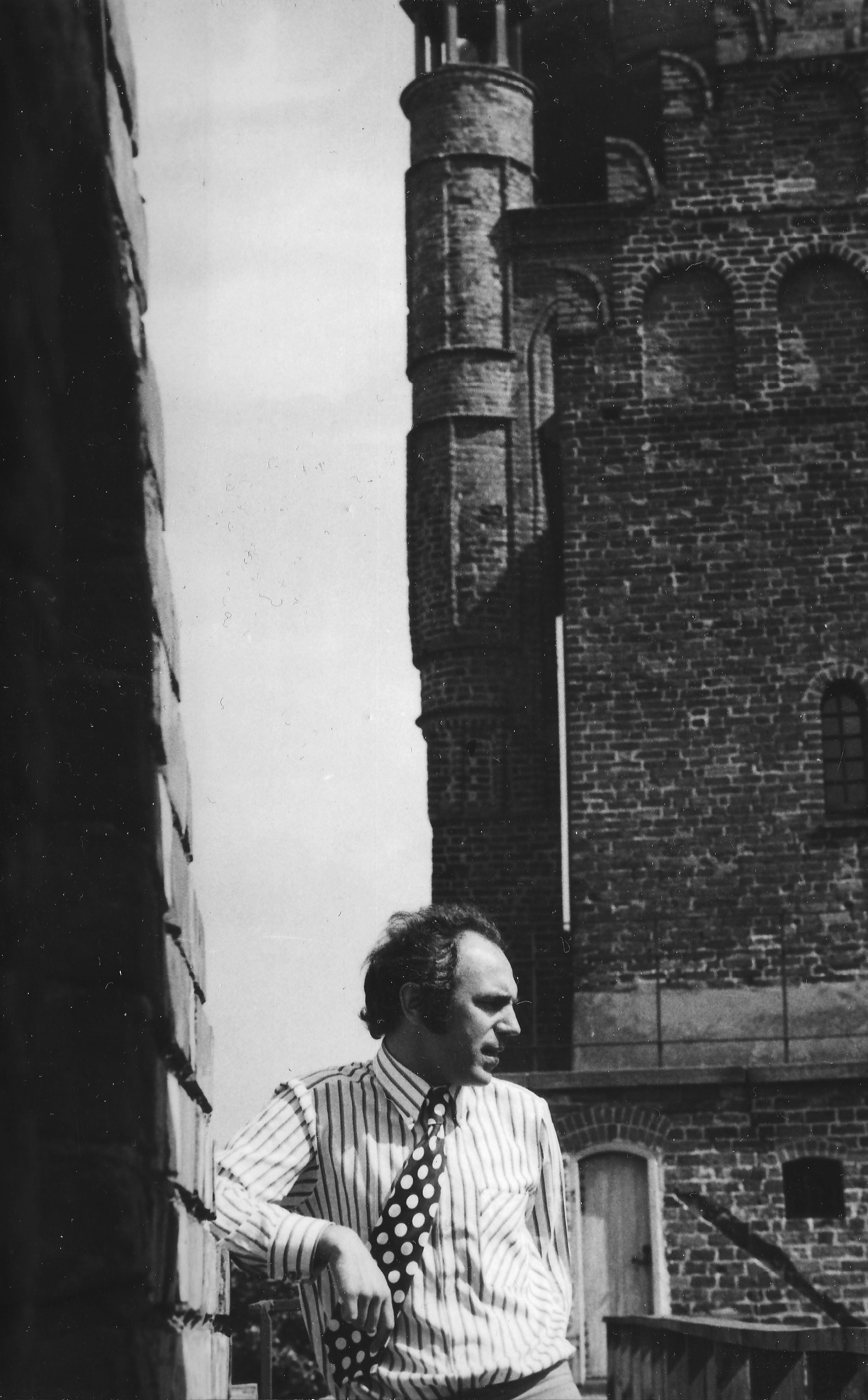
Tadeusz Zaremba na tle Wieży Zegarowej Zamku Książąt Mazowieckich w Płocku, wrzesień 1973

Od 1 sierpnia 1973 do 31 stycznia 1976 wicedyrektor Muzeum Mazowieckiego w Płocku. Odwołany z tej funkcji (na własną prośbę) zostaje mianowany kierownikiem muzealnej pracowni konserwatorskiej. W latach 1973–1974 podjął studia podyplomowe z organizacji i zarządzania. Od 1 lipca 1977 do 3 listopada 2004 dyrektor Muzeum Mazowieckiego w Płocku (w 1990 wyróżniony Indywidualną Specjalną Nagrodą I stopnia przyznaną przez MKiS za „Najciekawsze wydarzenie Muzealne Roku”, a w 1993 za całokształt działalności w upowszechnianiu kultury). Po odwołaniu z funkcji dyrektora (2004) do czasu przejścia na emeryturę (15 maja 2005) pracował jako główny konserwator Muzeum Mazowieckiego w Płocku.
W latach 1996–2002 członek Prezydium Stowarzyszenia Związku Muzeów Polskich. W 1997 wykładowca w Szkole Wyższej im. Pawła Włodkowica w Płocku na kierunku historia sztuki. Od 1999 członek Stowarzyszenia Marynistów Polskich. 6 czerwca 1983 ustanowiony rzeczoznawcą Ministerstwa Kultury i Sztuki w specjalności: ocena dzieł sztuki współczesnej w zakresie konserwacji malarstwa i rzeźby polichromowanej. 12 października 1993 ustanowiony rzeczoznawcą Ministra Kultury i Sztuki w specjalności: konserwacja malarstwa i rzeźby polichromowanej – malarstwo ścienne. 25 czerwca 2009 otrzymał uprawnienia rzeczoznawcy Ministra Kultury i Dziedzictwa Narodowego w zakresie opieki nad zabytkami w dziedzinie: ocena i wycena zabytków ruchomych, w specjalizacji: ocena i wycena dzieł sztuki.
Pracując w Muzeum Mazowieckim w Płocku był autorem i zrealizował ponad 200 wystaw muzealnych w kraju i za granicą, m.in.: w Niemczech, Austrii, Czechach, Włoszech. Dla większości wystaw muzealnych, których był pomysłodawcą lub kuratorem, opracował szatę graficzną wydawnictw im towarzyszących oraz był pomysłodawcą i realizatorem ich aranżacji plastycznych. Czynnie uprawiał malarstwo sztalugowe. Uczestniczył w ponad 100 wystawach zbiorowych w kraju i za granicą. Zrealizował 12 wystaw indywidualnych. W ostatnich 20 latach życia jedynym tematem, który go inspirował było morze. Szczególnie cenił sobie dwa rejsy pełnomorskie w których uczestniczył: 2006 po Morzu Egejskim, 2009 po Morzu Karaibskim.
Zmarł 12 grudnia 2013. Pochowany jest na cmentarzu komunalnym Agrykola w Elblągu, ul. Agrykola, sektor 5, rząd 3, grób nr 8.

## Ważniejsze realizacje konserwatorskie
- 1965 Konserwacja polichromii ściennych w kościele parafialnym w Zakrzewie Złotowskim,
- 1965–1966 Konserwacja obiektów w ramach PP PKZ Gdańsk oddział w Toruniu,
- 1966 Odkrycie i konserwacja gotyckich malowideł ściennych w nawie głównej kościoła NMP w Toruniu,
- 1966–1967 Konserwacja XVIII wiecznego obrazu olejnego Matki Boskiej z klasztoru w Mogilnie,
- 1971 Praca w zespole konserwującym malowidła ścienne w kościele św. Anny w Wilnie,
- 1968–1973 Konserwacja obiektów ze zbiorów Muzeum Mazowieckiego w Płocku,
- 1984 Konserwacja XVI wiecznej rzeźby Matka Boska z Dzieciątkiem z Muzeum Diecezjalnego w Płocku. Konserwacja XVII wiecznego obrazu „Opłakiwanie Chrystusa” (kopia wg van Dycka) z Muzeum Diecezjalnego w Płocku.

## Ważniejsze publikacje
- Tadeusz Zaremba, Badania nad metodami impregnacji drewna niepolichromowanego roztworami żywicy epoksydowej [djvu], „Zeszyty Naukowe Uniwersytetu Mikołaja Kopernika w Toruniu. Nauki Humanistyczno-Społeczne. Zabytkoznawstwo i Konserwatorstwo.”, Uniwersytet Mikołaja Kopernika w Toruniu, 3 (28), Toruń: Państwowe Wydawnictwo Naukowe. Oddział w Poznaniu, 1968, s. 237, ISSN 0563-9506 [dostęp 2024-03-17] [zarchiwizowane z adresu].
- Tadeusz Zaremba, 160 lat muzealnictwa w Płocku, „Biuletyn Informacyjny Zarządu Muzeów i Ochrony Zabytków”, 142, Warszawa: Ministerstwo Kultury i Sztuki, 1981, s. 100-102.
- Tadeusz Zaremba, Powstanie katalogu naukowego zbiorów w Muzeum Mazowieckim w Płocku, „Biuletyn Informacyjny Zarządu Muzeów i Ochrony Zabytków”, 148, Warszawa: Ministerstwo Kultury i Sztuki, 1983, s. 101-106.
- Tadeusz Zaremba, Uwagi na temat skuteczności działania instalacji osuszającej elektroosmotycznej zainstalowanej w Zamku Książąt Mazowieckich w Płocku, „Biuletyn Informacyjny Zarządu Muzeów i Ochrony Zabytków”, 148, Warszawa: Ministerstwo Kultury i Sztuki, 1983, s. 110-111.
- Tadeusz Zaremba, Działalność Muzeum Mazowieckiego w Płocku na tle innych placówek muzealnych w latach 1976-1982, „Biuletyn Informacyjny Zarządu Muzeów i Ochrony Zabytków”, 150, Warszawa: Ministerstwo Kultury i Sztuki, 1983, s. 90-108.
- Tadeusz Zaremba, Gabinet Numizmatyczny Muzeum Mazowieckiego w Płocku [PDF], „Muzealnictwo”, 30, 1986, s. 39-43, ISSN 0464-1086 [dostęp 2024-03-17] [zarchiwizowane z adresu].
- Tadeusz Zaremba, Działalność merytoryczna w latach 1973-1980 oraz aktualny stan organizacyjny Muzeum Mazowieckiego w Płocku [PDF], „Rocznik Muzeum Mazowieckiego w Płocku”, 11, Płock: Muzeum Mazowieckie, 1986, s. 7-62, ISSN 0137-3315 [dostęp 2020-04-21] [zarchiwizowane z adresu].
- Tadeusz Zaremba, Wystawy czasowe organizowane przez Muzeum Mazowieckie w Płocku w latach 1973-1980 [PDF], „Rocznik Muzeum Mazowieckiego w Płocku”, 11, Płock: Muzeum Mazowieckie, 1986, s. 63-75, ISSN 0137-3315 [dostęp 2020-04-21] [zarchiwizowane z adresu 2019-09-24].
- Tadeusz Zaremba, Kazimierz Askanas – mecenas sztuki [PDF], „Notatki Płockie. Kwartalnik Towarzystwa Naukowego Płockiego”, 43 (1/174), Płock: Towarzystwo Naukowe Płockie. Komisja Badań nad Powstaniem i Rozwojem Płocka, 1998, s. 41-43, ISSN 0029-389X [dostęp 2024-03-17] [zarchiwizowane z adresu].
- Tadeusz Zaremba, The art of Felix Tuszyński presented by Tadeusz Zaremba, Andrzej Dorobek (tłum.), Płock: Muzeum Mazowieckie, 2000, ISBN 83-913773-0-X. Brak numerów stron w książce
- Tadeusz Zaremba, Reforma muzealnictwa widziana przez pryzmat samorządności [PDF], „Rocznik Muzeum Mazowieckiego w Płocku”, 18, Płock: Muzeum Mazowieckie, 2002, s. 199-207, ISSN 0137-3315 [dostęp 2020-04-21] [zarchiwizowane z adresu].
- Tadeusz Zaremba, Kolekcja secesji w Muzeum Mazowieckim w Płocku. Koncepcja i budowanie kolekcji – jej europejska ranga i możliwości rozwoju, [w:] Ewa Siurawska (red.), Muzea regionalne w Polsce: Historia i współczesność. Materiały sesji zorganizowanej w 180 rocznicę powstania muzeum w Płocku przez Szkołę Wyższą im. Pawła Włodkowica w Płocku, Muzeum Mazowieckie w Płocku i Zarząd Główny Towarzystwa Opieki nad Zabytkami w dniach 17-18 października 2001 r. Towarzystwo Opieki nad Zabytkami. Zarząd Główny, Muzeum Mazowieckie w Płocku, Płock: Wydawnictwo Naukowe Novum, 2002, s. 81-88, ISBN 83-88193-82-1.
- Tadeusz Zaremba, O sztuce artystów płockich żydowskiego pochodzenia słów kilka, „Zeszyty Historyczne / Koło Historyczne przy Publicznym Gimnazjum w Bodzanowie”, 2004. Brak numerów stron w czasopiśmie
- Tadeusz Zaremba, Polska biżuteria i dekoracyjne przedmioty. Dwa tysiące lat dekoracyjnego złotnictwa: najbardziej prestiżowe działanie wystawiennicze w historii Muzeum Mazowieckiego w Płocku [wystawa w Arezzo we Włoszech] [PDF], „Notatki Płockie. Kwartalnik Towarzystwa Naukowego Płockiego”, 51 (4/209), Płock: Towarzystwo Naukowe Płockie. Komisja Badań nad Powstaniem i Rozwojem Płocka, 2006, s. 34-36, ISSN 0029-389X [dostęp 2020-04-21] [zarchiwizowane z adresu].
- Tadeusz Zaremba, Pracownia konserwatorska w muzeum regionalnym, zło konieczne, unikalny problem czy szansa do wykorzystania, [w:] Dorota Folga-Januszewska (red.), Konserwacja zapobiegawcza w muzeach : materiały z konferencji zorganizowanej przez Polski Komitet Narodowy ICOM oraz Krajowy Ośrodek Badań i Dokumentacji Zabytków przy współpracy Ministerstwa Kultury i Dziedzictwa Narodowego w Muzeum Narodowym w Warszawie, 6-7 listopada 2007, Krajowy Ośrodek Badań i Dokumentacji Zabytków, Międzynarodowa Rada Muzeów. Polski Narodowy Komitet, Ministerstwo Kultury i Dziedzictwa Narodowego (Polska), Warszawa: Krajowy Ośrodek Badań i Dokumentacji Zabytków : Polski Komitet Narodowy ICOM z Siedzibą w Muzeum Narodowym, 2007, ISBN 978-83-924636-8-9. Brak numerów stron w książce
- Tadeusz Zaremba, ,,Akt'' - nieznany obraz Jacka Malczewskiego [PDF], „Notatki Płockie. Kwartalnik Towarzystwa Naukowego Płockiego”, 56 (1/226), Płock: Towarzystwo Naukowe Płockie. Komisja Badań nad Powstaniem i Rozwojem Płocka, 2011, s. 22-24, ISSN 0029-389X [dostęp 2020-04-21] [zarchiwizowane z adresu].
- Tadeusz Zaremba, Anioły z australijskiego buszu – tekst w katalogu wystawy malarstwa i rysunku Danuty Michalskiej, Płock: Płocka Galeria Sztuki, 2012. Brak numerów stron w książce

Współautor:
- Wiesław Domasłowski, Tadeusz Zaremba, Badania nad ustaleniem optymalnych warunków impregnacji drewna roztworami żywic epoksydowych [djvu], „Zeszyty Naukowe Uniwersytetu Mikołaja Kopernika w Toruniu. Nauki Humanistyczno-Społeczne. Zabytkoznawstwo i Konserwatorstwo.”, Uniwersytet Mikołaja Kopernika w Toruniu, 3 (28), Toruń: Państwowe Wydawnictwo Naukowe. Oddział w Poznaniu, 1968, s. 215-228, ISSN 0563-9506 [dostęp 2024-03-17] [zarchiwizowane z adresu].

## Nagrody i wyróżnienia
- 1973 Nagroda Prezydenta Miasta Płocka za działalność konserwatorską,
- 1988 Nagroda II stopnia Wojewody Płockiego za całokształt działalności,
- 1990 Nagroda I stopnia Ministra Kultury i Sztuki za najciekawsze muzealne wydarzenie roku,
- 1993 Nagroda Ministra Kultury i Sztuki za całokształt działalności w upowszechnianiu kultury,
- 1996 Dyplom Ministra Kultury i Sztuki za zasługi w upowszechnianiu kultury.

## Odznaczenia i wyróżnienia
- 1975 Złota Odznaka „Za zasługi dla województwa warszawskiego”
- 1976 Srebrny Krzyż Zasługi
- 1977 Odznaka „Zasłużony Działacz Kultury”
- 1980 Odznaka Opiekuna Miejsc Pamięci Narodowej
- 1983 Złota Odznaka „Za opiekę nad zabytkami”
- 1983 Złoty Krzyż Zasługi
- 1984 Odznaka „Za zasługi dla województwa płockiego”
- 1984 Medal „40-lecia PRL”
- 1986 Medal Komisji Edukacji Narodowej
- 1989 Srebrny Medal „Opiekun Miejsc Pamięci Narodowej”
- 1993 Złoty Krzyż Zasługi (po raz drugi)[1]
- 1996 Medal „Zasłużony dla Płocka”
- 1997 Order Świętego Stanisława z Gwiazdą II klasy
- 1998 Krzyż Kawalerski Orderu Odrodzenia Polski
- 2000 Odznaka honorowa „Zasłużony Pracownik Morza”
- 2005 Krzyż Oficerski Orderu Odrodzenia Polski[2]

## Upamiętnienie
W 2024 w Muzeum Mazowieckim w Płocku otwarto wystawę monograficzną „Tadeusz Zaremba (1940–2013)".

## Galeria

Wybrane prace
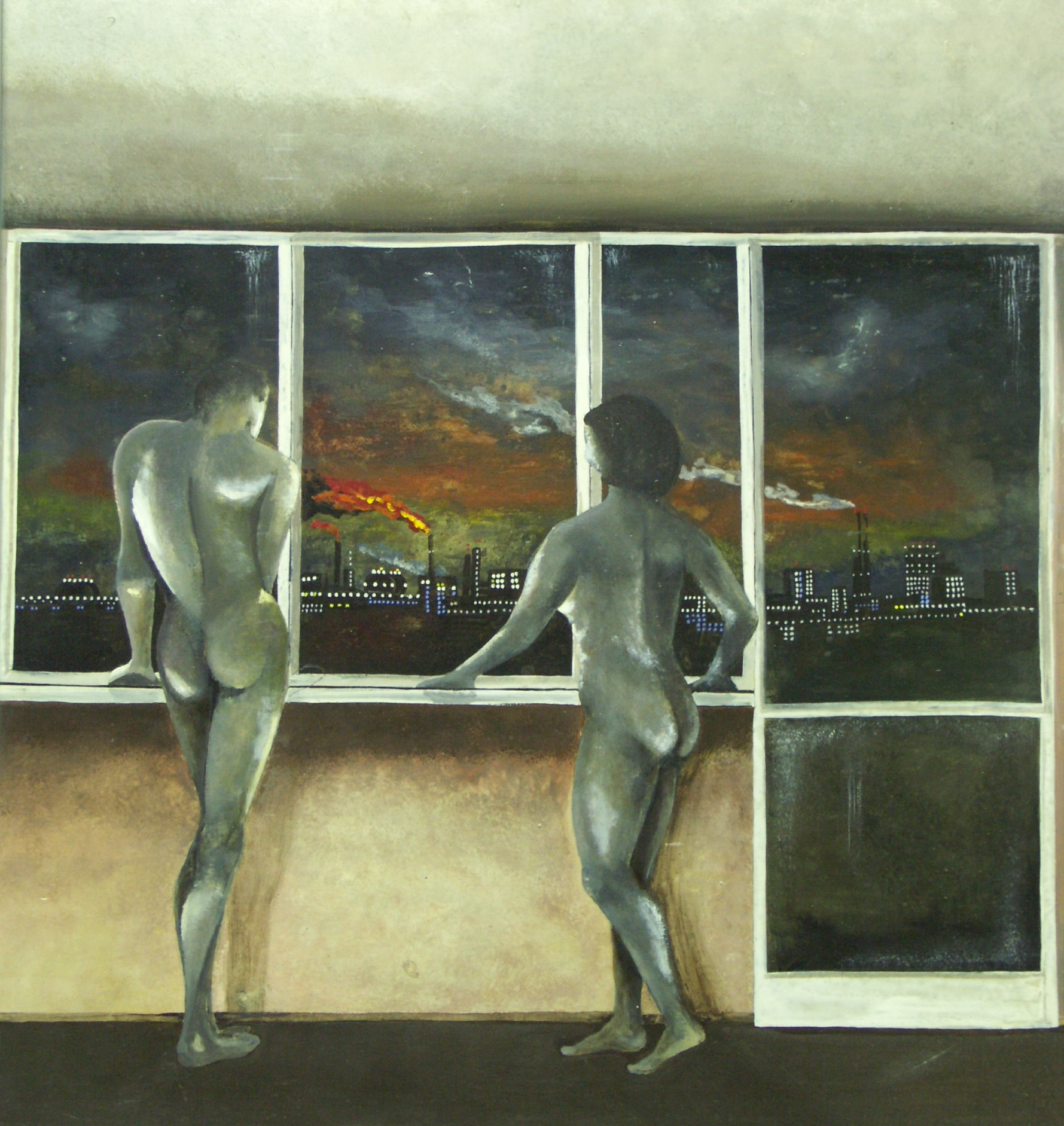
Lokatorzy (1970)
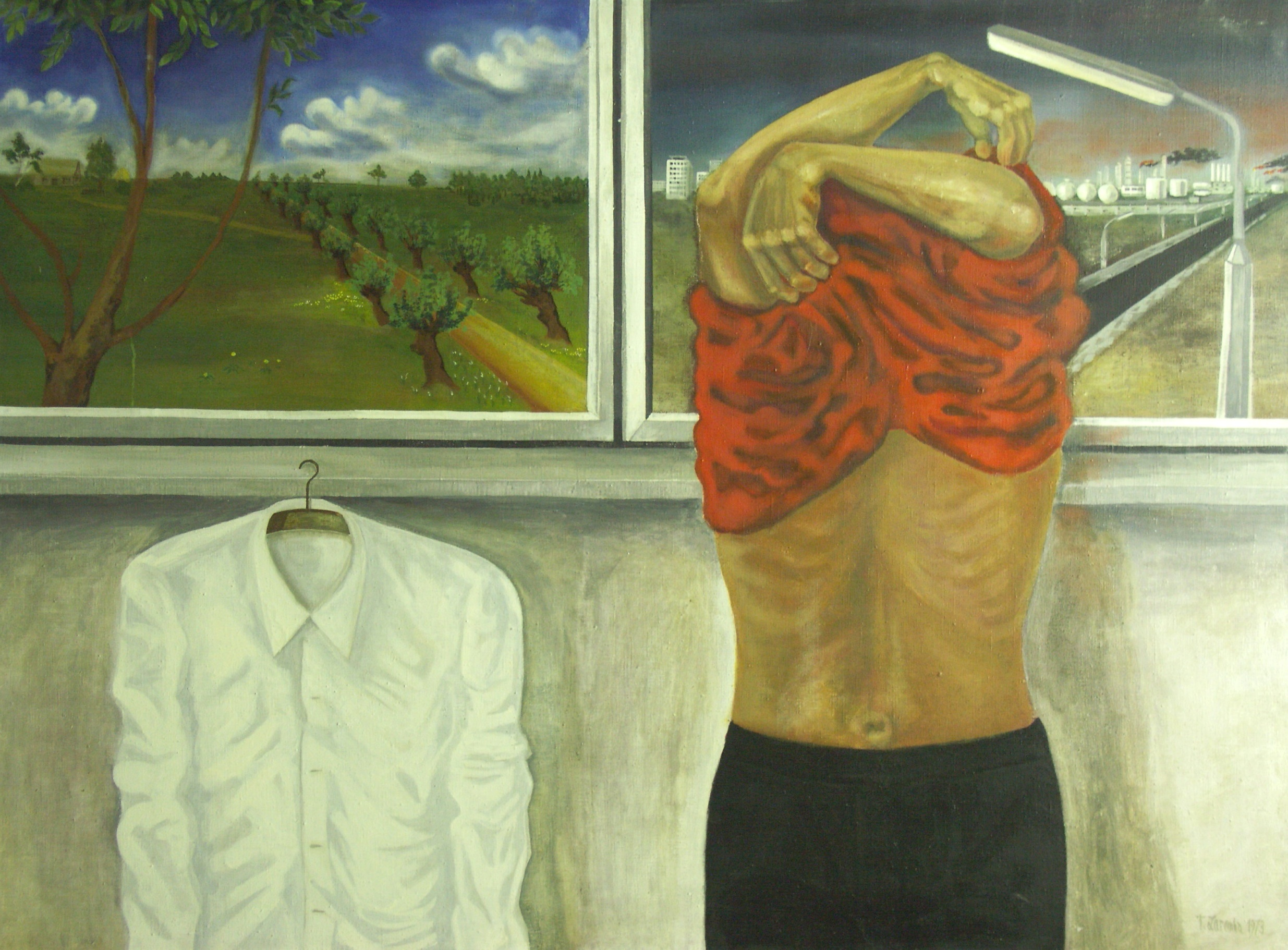
Przemiany (1973)
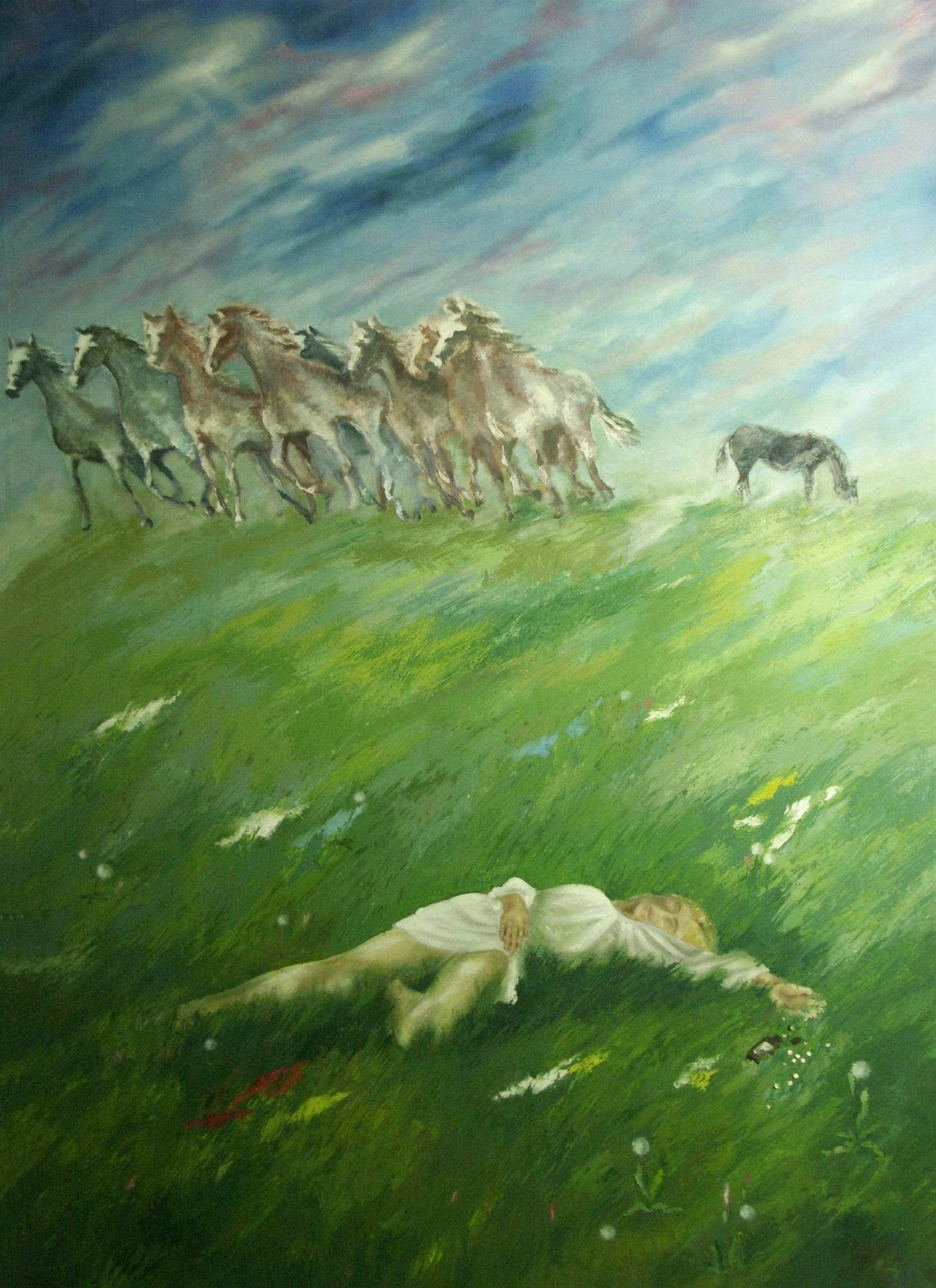
Uśpiona (1975)
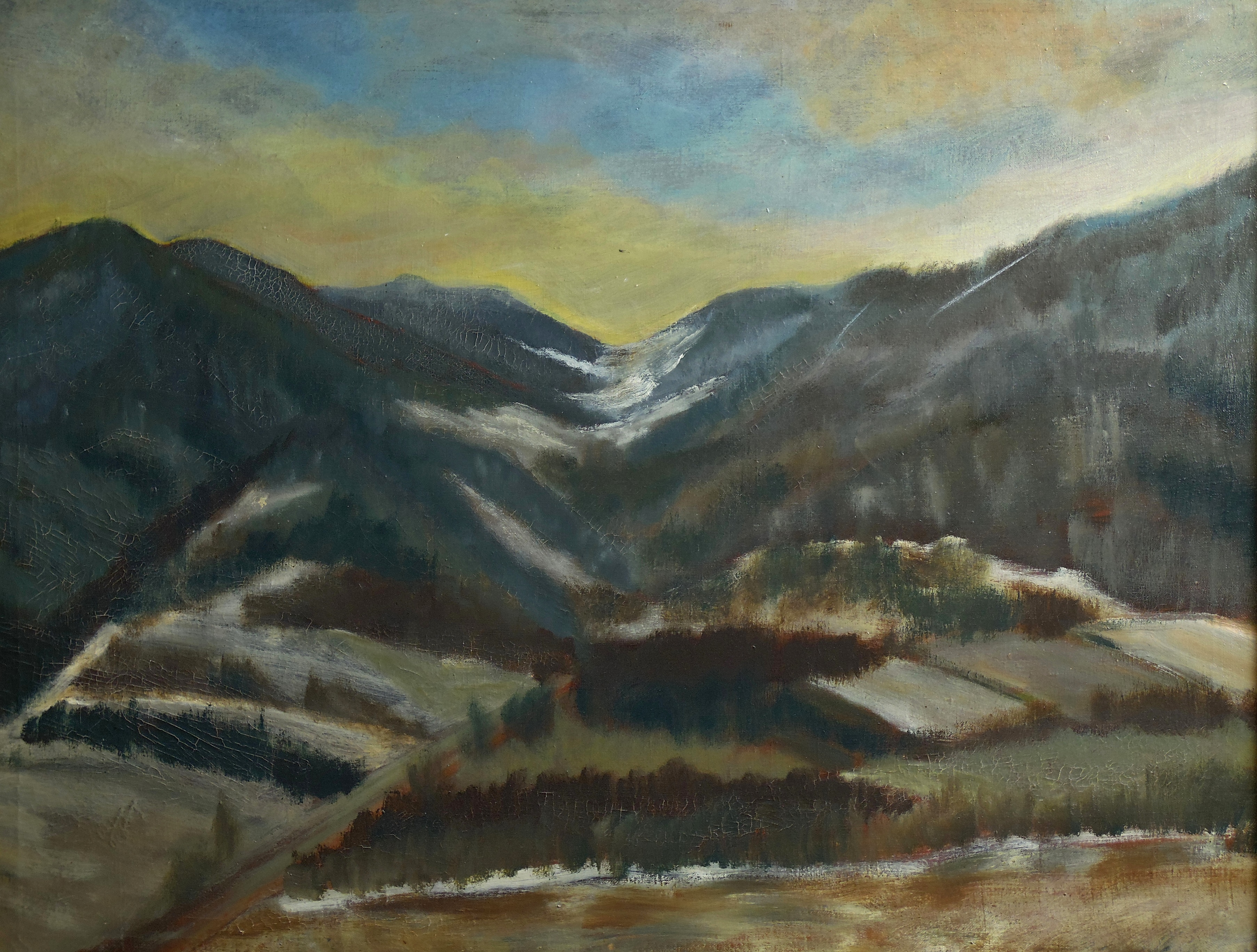
Pejzaż górski (1975)
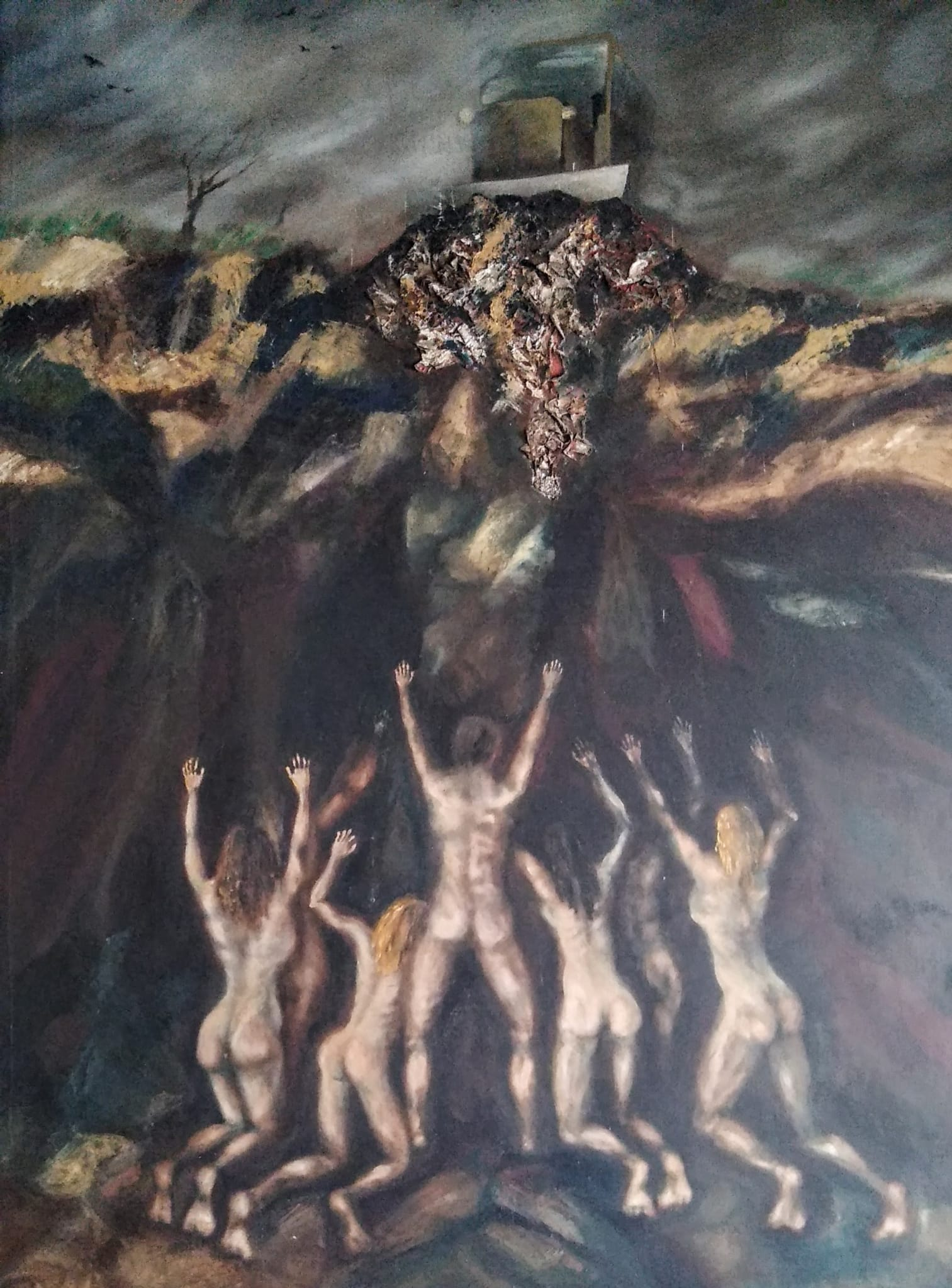
Nie rozdziobią nas kruki i wrony (1975)
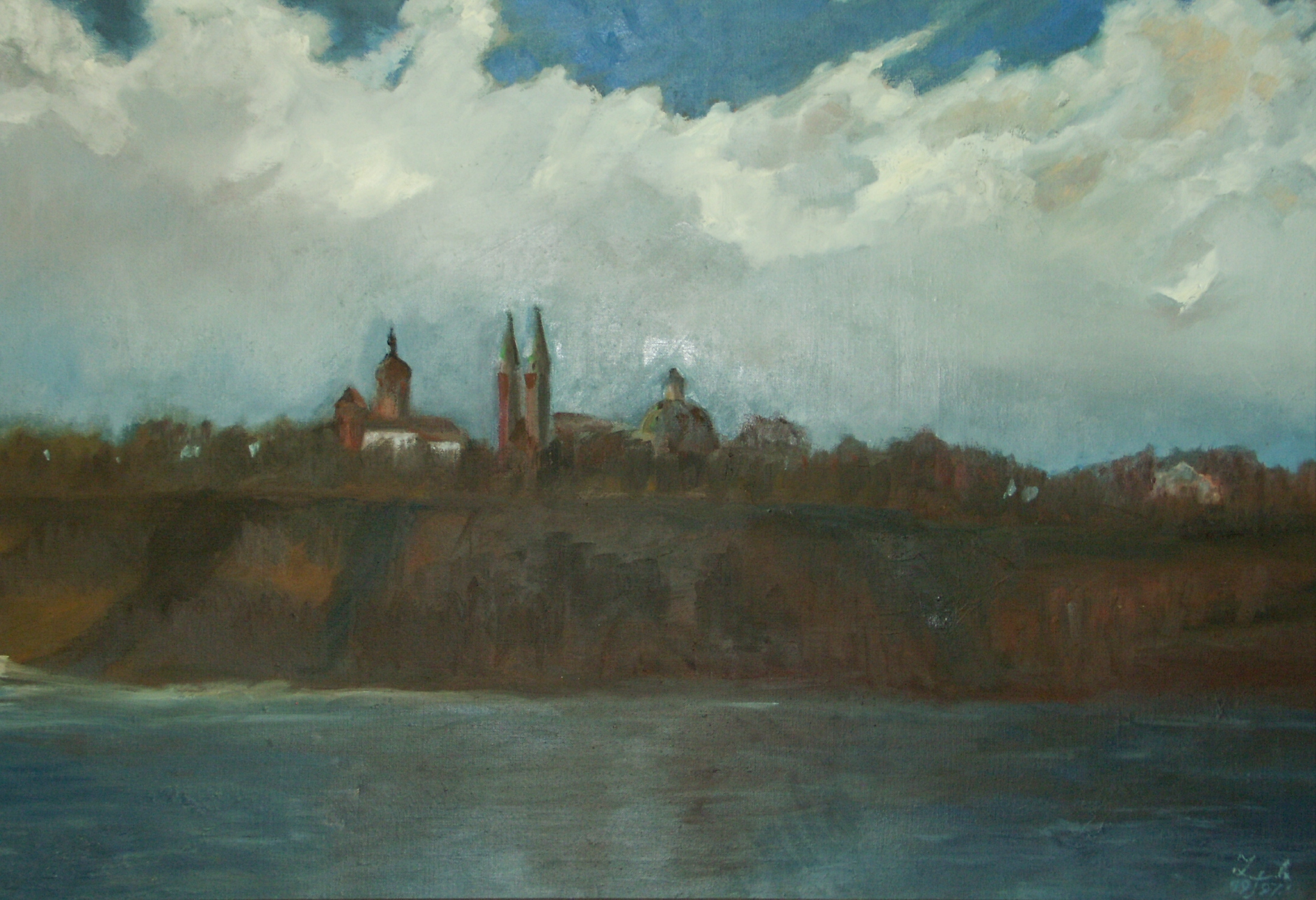
Płock panorama miasta (1997)
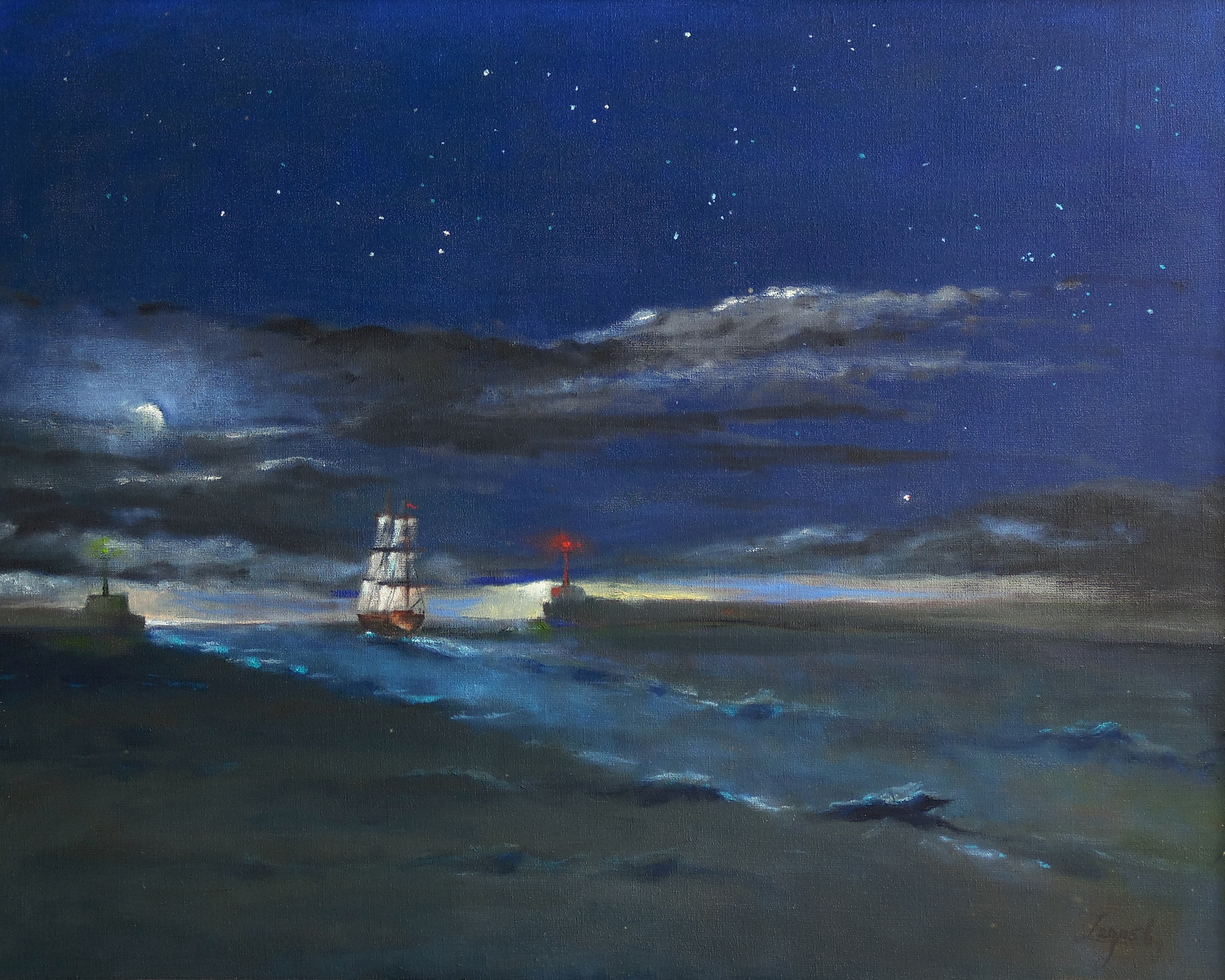
Fregata (2005)
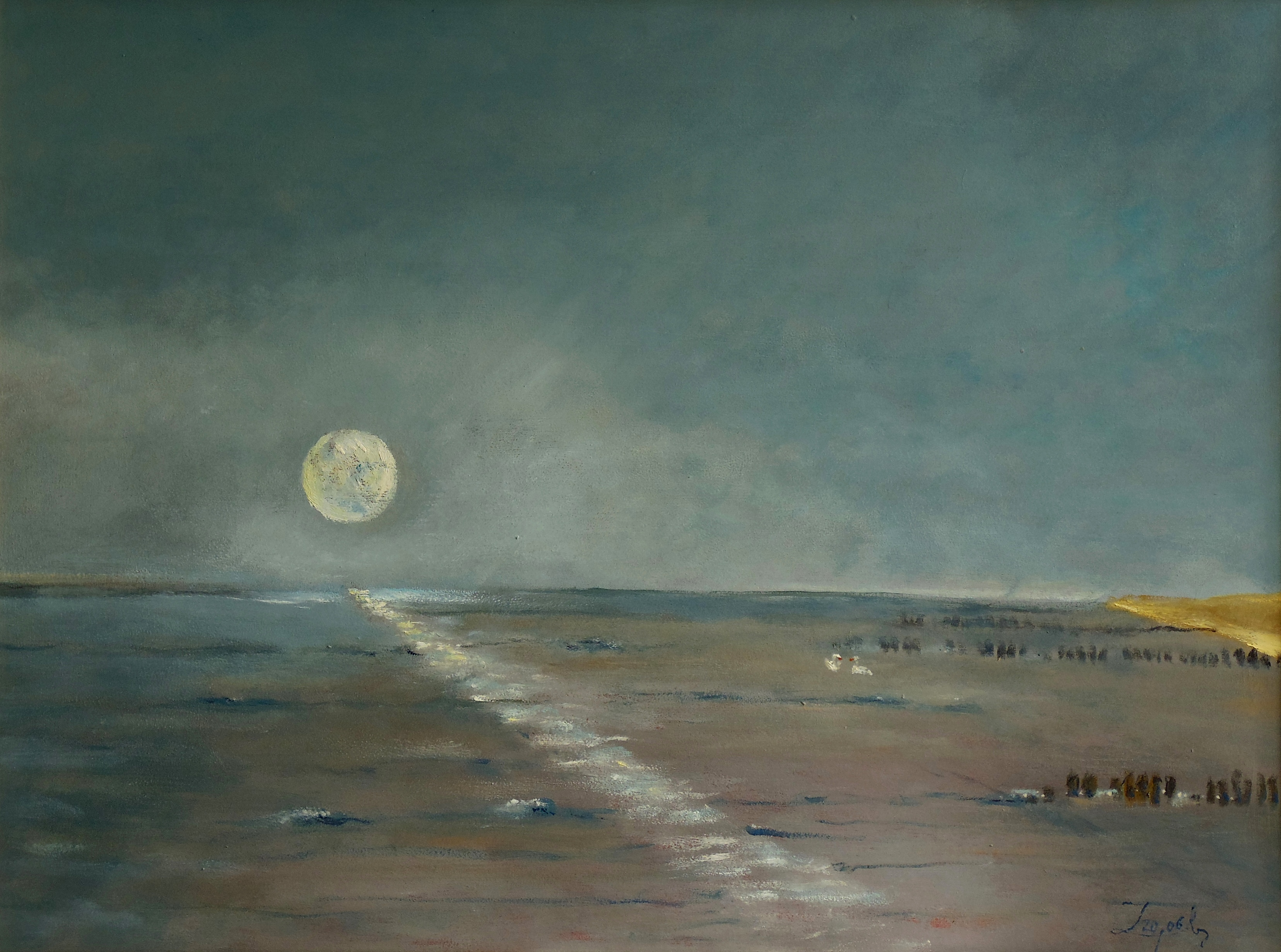
Cisza (2006)
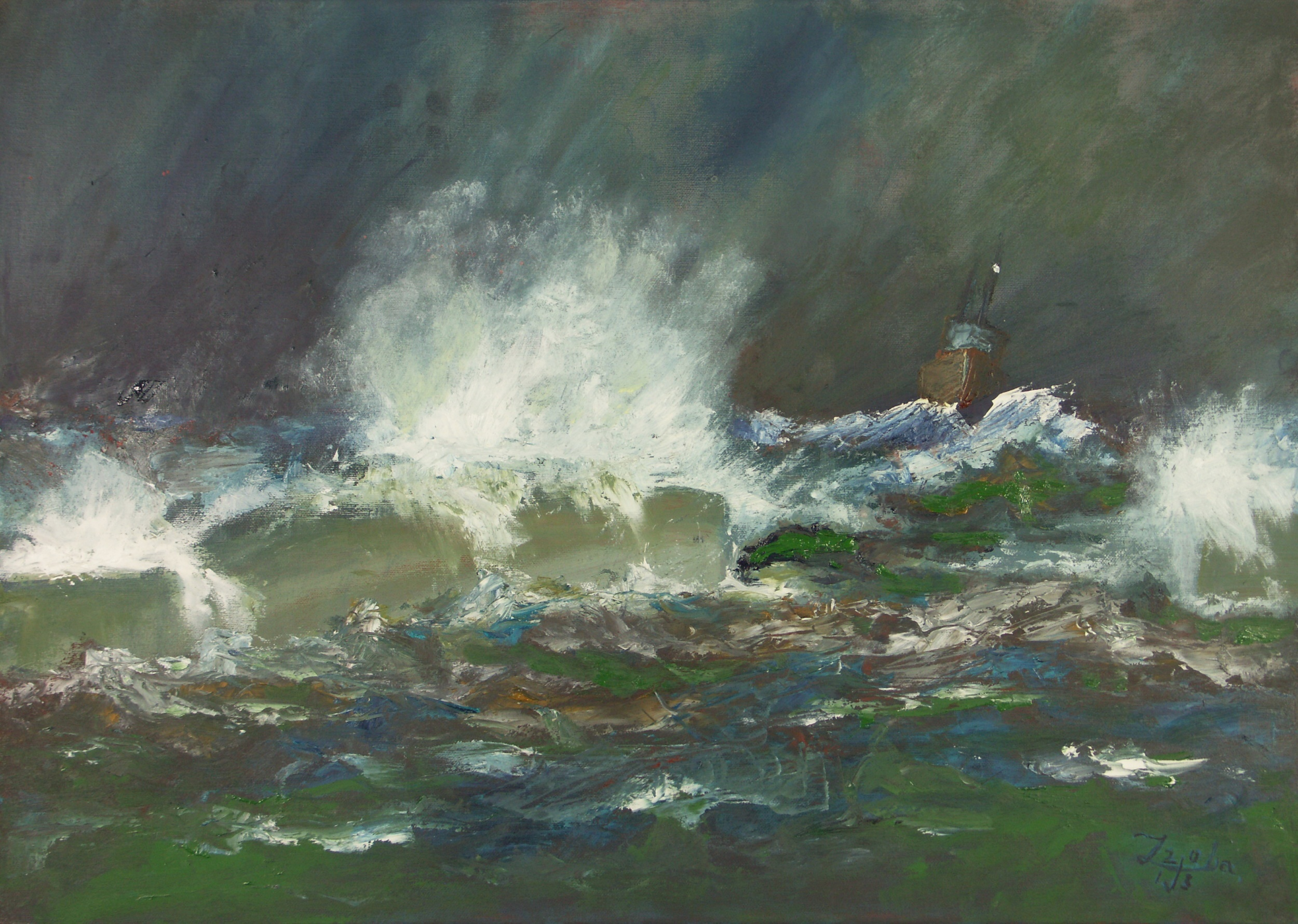
Uciec przed burzą (2013)